# Contarinia turkmenica
Contarinia turkmenica är en tvåvingeart som beskrevs av Becknazharova och Mamaeva 1981. Contarinia turkmenica ingår i släktet Contarinia och familjen gallmyggor. Inga underarter finns listade i Catalogue of Life.